# Fluglarv

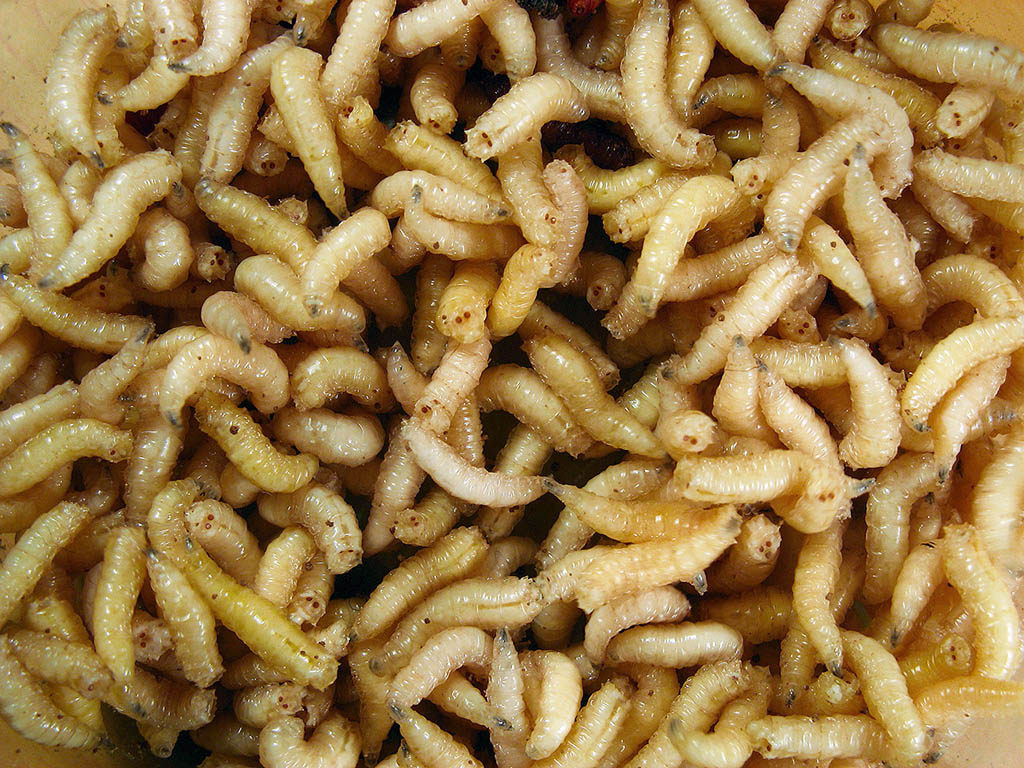
Fluglarver

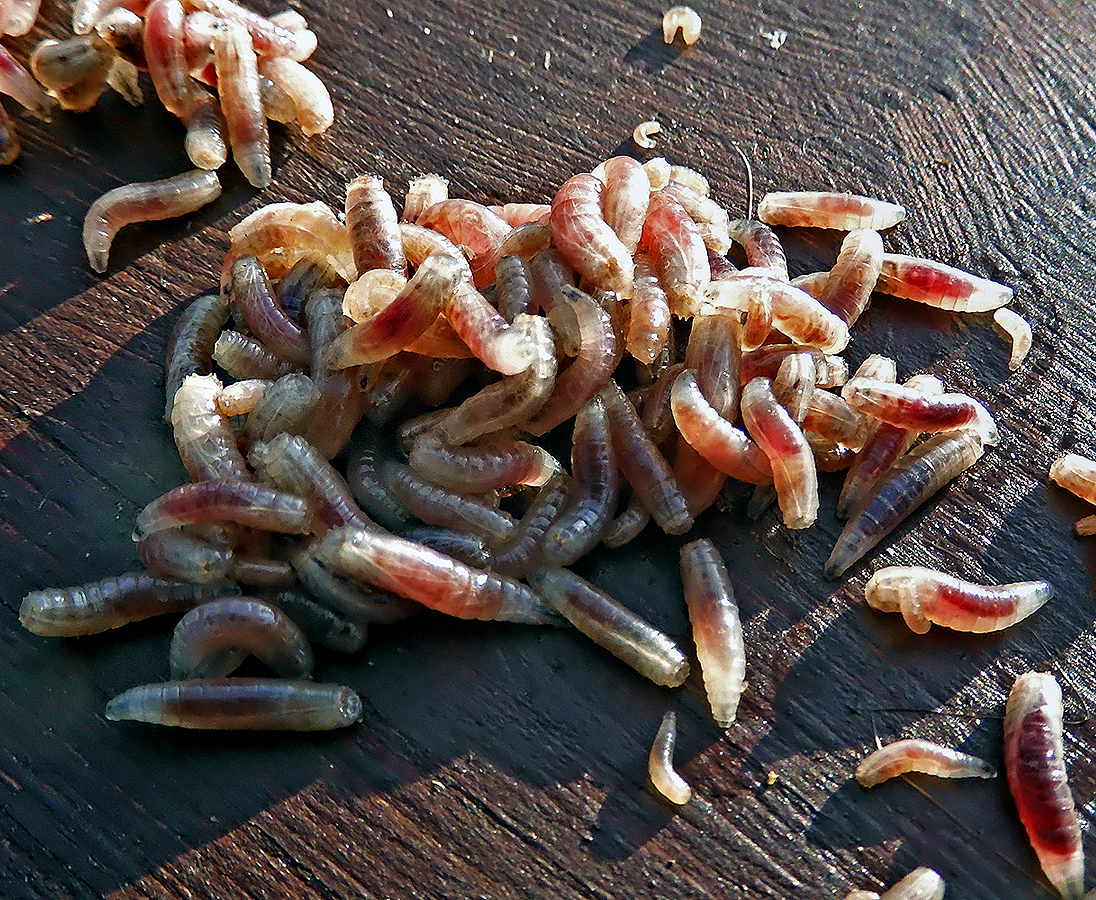
Fluglarver från Vildkanin.

Fluglarv eller maggot är det gemensamma namnet på larvstadierna hos insektsordningen tvåvingar (Diptera). Om fluglarverna påträffas i ett kadaver kallas de ibland för "likmask".
Inom sjukvården används sterilt uppfödda spyflugelarver vid rengöring av svårläkta sår, så kallad maggotterapi. Unga fluglarver kan inte äta frisk vävnad, utan äter upp död vävnad och lämnar den friska vävnaden ifred. Efter cirka 2-3 dygn sköljs larverna bort. Samma spyflugearter kan orsaka myiasis (när fluglarver livnär sig på levande vävnad, till exempel i sår, som parasiter) och används även inom rättsentomologin för dödstidsbestämning av avlidna.
Sportfiskare använder maggotar som agn och mäsk vid mete och pimpelfiske.